# Rawlings
A Rawlings Sporting Goods egy amerikai sportfelszerelés-gyártó cég, amelynek székhelye Maryland Heightsban, Missouri államban található. Az 1887-ben alapított Rawlings jelenleg baseball- és softballruházatra és -felszerelésre specializálódott, kesztyűket, ütőket, labdákat, védőfelszereléseket, ütősisakokat, egyenruhákat és táskákat gyárt. A lábbelik közé tartoznak a sportcipők és a szandálok. A cég egyéb kiegészítőket is árul, például öveket, pénztárcákat és napszemüvegeket. A Rawlings korábban amerikai futball-, kosárlabda-, amerikaifoci- és röplabdalabdákat gyártott.